# Dario Fontanella
Dario Fontanella-Gregori (* 7. Januar 1952 in Mannheim) ist ein italienischer Speiseeishersteller in Mannheim und bezeichnet sich als Erfinder des Spaghettieises (1969).

## Leben
Seine Familie stammt aus einer Eiskonditorenfamilie aus dem Val di Zoldo in den Dolomiten. Der Großvater besaß seit 1906 eine Gelateria. Der Vater ging 1931 nach Hannover, um bei einem Onkel im Eiscafé zu arbeiten. Auf seinen Reisen kam er nach Mannheim, wo er am 18. April 1933 seine erste Eisdiele in den Planken, der bekannten Einkaufsstraße, eröffnete.
Dario Fontanella wuchs bei einer Tante in Conegliano auf, seine Ferien verbrachte er bei seinen Eltern in Mannheim. Heute führt Dario Fontanella vier Cafés mit bis zu 60 Mitarbeitern in Mannheim und beliefert Restaurants und Supermärkte mit seinem Eis. In seiner Manufaktur kann er etwa eine Tonne Eis pro Tag herstellen.
Dario Fontanella wurde 2014 der Bloomaulorden verliehen, der als höchste bürgerschaftliche Auszeichnung Mannheims gilt.
Zum Ökumenischen Kirchentag Mannheim kreierte er 2017 ein „Ökumene-Eis“, ein Milcheis mit gerösteten Brioche-Stückchen gemischt mit einem Sorbeteis aus Rieslingtrauben.
Sein Spaghettieis hat er nie patentieren lassen. In den Medien ist er regelmäßig präsent. Die Sendung Galileo auf ProSieben machte in drei Folgen Fontanella zum Thema, die stets zum Sommer gesendet wurden.
In Deutschland waren von 2008 bis 2014 Speiseeishersteller und von 2014 bis 2019 Fachkraft für Speiseeis anerkannte Ausbildungsberufe, in denen Fontanella seit 2008 in seinen Betrieben ausbildete.